# Hanspeter Stocker
Hanspeter Stocker (23 november 1936) is een Zwitsers voormalig voetballer die speelde als verdediger.

## Carrière
Stocker maakte zijn profdebuut voor Concordia Basel maar maakte vooral naam bij stadsgenoot FC Basel. Hij speelde er tot in 1968 en won één landstitel en twee bekers in zijn periode bij de club. Later speelde hij nog bij FC Baden en SC Binningen.
Hij speelde één interland voor Zwitserland, waarin hij niet tot scoren kwam.

## Erelijst
- FC Basel
  - Landskampioen: 1967
  - Zwitserse voetbalbeker: 1963, 1967